# Пероксотетрасульфат калия
Пероксотетрасульфат калия (англ. Potassium peroxydisulfate) — неорганическое вещество, с химической формулой K2S4O14, или K2S4O12(O2). 
Имеет вид бесцветных триклинных кристаллов.
Молекулярная масса (в а. е. м.): 270,31, температура разложения 200 C°, при этом образует кислород и дисульфат калия. Плотность: 2,48 (20 °C, г/см³, состояние вещества — кристаллы).

## Химические характеристика
Образуется в результате реакции взаимодействия пероксодисульфата калия и оксида серы(VI) с образованием пероксотетрасульфата калия; реакция протекает над олеумом:
Образуется как: K2S2O8 + 2SO3 → K2S4O14.
Также образуется при реакции пероксидисульфата калия с сернистым газом: K2S2O6(O2) + 2SO2 → K2S4O12(O2).

### Растворимость
В г/100 г растворителя (вода):
- 1,7 (0 °C);
- 2,9 (10 °C);
- 4,8 (20 °C);
- 6,1 (25 °C);
- 7,6 (30 °C);
- 11,4 (40 °C);
- 16,8 (50 °C);
- фтороводород: легко растворим;
- этанол: не растворим.

### Реакции вещества
- Окисляет N,N-диметиланилин в орто-сульфат, который при кипячении с соляной кислотой дает 2-диметиламинофенол (выход 40 %).
- Окисляет салициловый альдегид в гентизиновый альдегид.
- В присутствии ионов серебра расщепляет вициальные гликоли до кетонов и альдегидов.
- В щелочном растворе количественно окисляет иодид калия до иодата.
- В подкисленном водном растворе медленно окисляет иодид калия до иода, реакция ускоряется нагреванием или добавлением катализаторов (солей железа(II)).
- Показатель преломления (для D-линии натрия) — 1,461 при 20 °C.